# Unlambda
Unlambda é uma linguagem de programação esotérica inventada por David Madore, baseada em lógica combinatória: uma versão do cálculo lambda que omite o operador lambda. Na linguagem, há duas funções pré-determinadas, s e k, e um operador de "aplicação" (`, o caractere de acento grave). 
Essas funções tornam a linguagem Turing-completa, mas também há operadores de entrada e saída para possibilitar interação com o usuário, algumas funções de atalho e uma função para avaliação preguiçosa.